# 정읍녹두장군휴게소
정읍녹두장군휴게소(井邑綠豆將軍休憩所, Jeongeup Nokdujanggun Service Area)는 전북특별자치도 정읍시 북면에 위치한 호남고속도로의 고속도로 휴게소이다. 양방향 모두 휴게소가 존재한다.
시설
- 화장실
- 주차장
- 주유소:EX-OIL
- LPG 충전소:E1
- 수유실
- 식당
- 매점
- 전기차 충전소